# コラソン・セラノ
コラソン・セラノ（Corazón Serrano）、は、ペルーのクンビアのグループである。

## 概要
コラソン・セラノとはスペイン語であり、「山の心」の意である。
2013年にはペルー国内のクンビアグループとして最も良いグループと認定された 。

## 歴史
1993年2月2日、活動開始。

## 代表的な曲
- La Borrachita 酔う女
- Sácame la Vuelta　浮気されていいけど

## 脚註
1. ↑   La República (ペルーの新聞、スペイン語）